# 헌정동지회
헌정동지회(憲政同志會)는 대한민국 제5대 국회의원 선거에서 1석의 당선자(민의원)를 내던 대한민국의 정당이다.
당시 당선자는 충청북도 단양군 선거구(제13선거구)에서 당선되던 조종호이다.